# Dallas City
Dallas City és una ciutat dels Estats Units a l'estat d'Illinois. Segons el cens del 2000 tenia 1.055 habitants.

## Demografia
Segons el cens del 2000, Dallas City tenia 1.055 habitants, 466 habitatges, i 301 famílies. La densitat de població era de 171,2 habitants/km².
Dels 466 habitatges en un 23,2% hi vivien nens de menys de 18 anys, en un 55,4% hi vivien parelles casades, en un 7,9% dones solteres, i en un 35,2% no eren unitats familiars. En el 30,7% dels habitatges hi vivien persones soles el 15,7% de les quals corresponia a persones de 65 anys o més que vivien soles. El nombre mitjà de persones vivint en cada habitatge era de 2,25 i el nombre mitjà de persones que vivien en cada família era de 2,79.
Per edats la població es repartia de la següent manera: un 20,6% tenia menys de 18 anys, un 6,4% entre 18 i 24, un 22,7% entre 25 i 44, un 28,9% de 45 a 60 i un 21,4% 65 anys o més.
L'edat mediana era de 45 anys. Per cada 100 dones de 18 o més anys hi havia 83 homes.
La renda mediana per habitatge era de 31.731 $ i la renda mediana per família de 41.316 $. Els homes tenien una renda mediana de 37.279 $ mentre que les dones 18.571 $. La renda per capita de la població era de 16.188 $. Aproximadament el 9,5% de les famílies i el 13,4% de la població estaven per davall del llindar de pobresa.

## Poblacions properes
El següent diagrama mostra les poblacions més properes.